# Enrico Barone

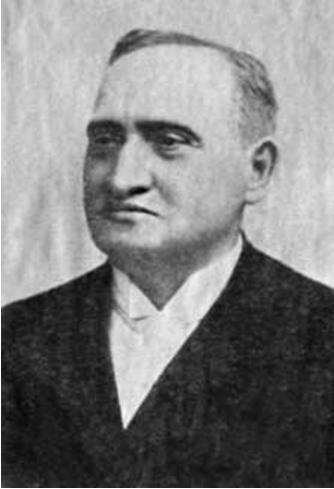
Enrico Barone

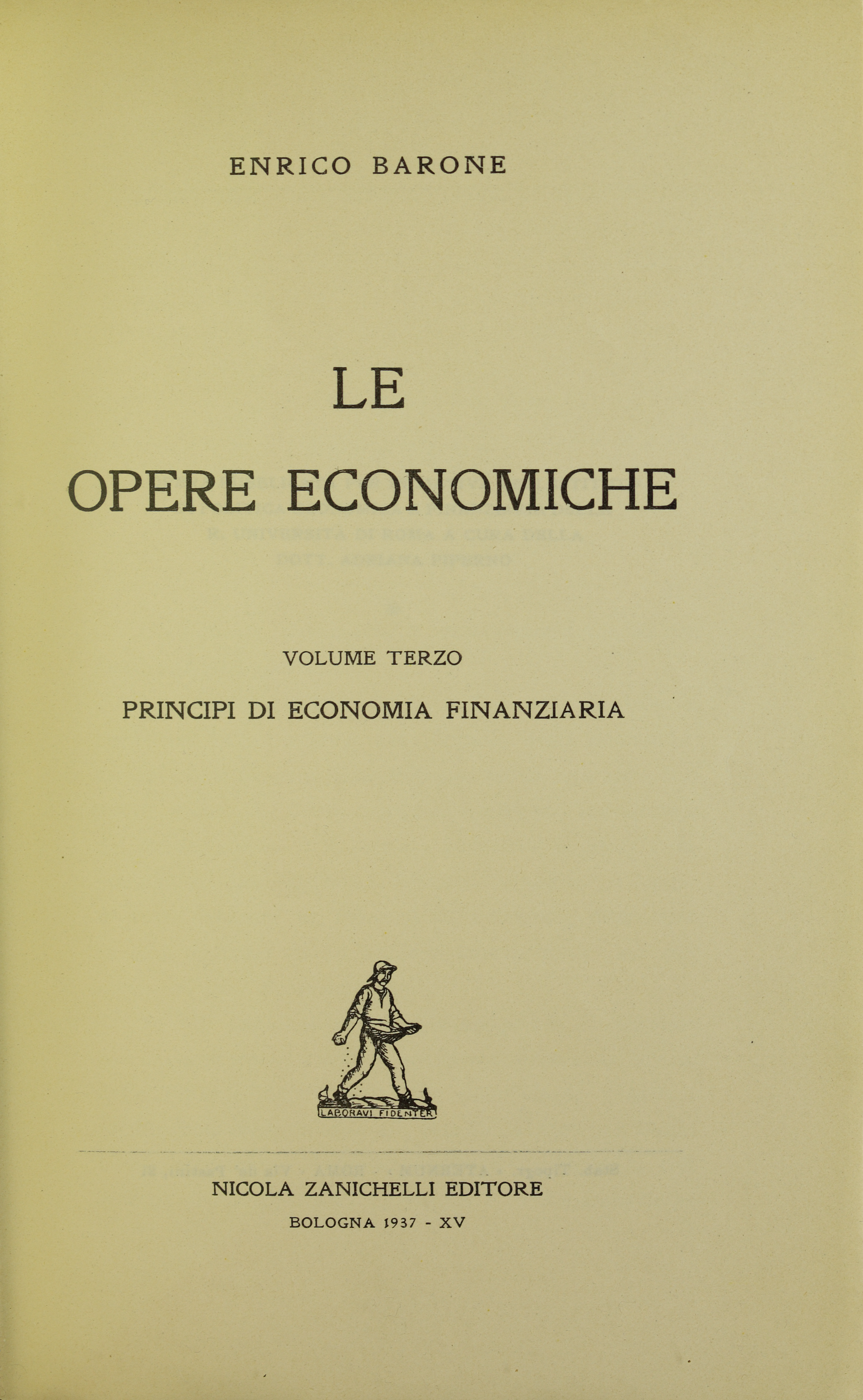
Principi di economia finanziaria, 1937

Enrico Barone (Napels, 22 december 1859 - Rome, 14 mei 1924) was een Italiaans militair, militair historicus en econoom.
Barone studeerde klassieke talen en wiskunde voor hij legerofficier werd. Hij doceerde vanaf 1894 acht jaar militaire geschiedenis aan het Italiaans opleidinsginstituut voor officieren. Daar schreef hij een reeks van invloedrijke geschiedkundige werken over militaire zaken. Hierin gebruikte hij een methode van opeenvolgende benaderingen, waarmee hij in zijn studie van de economie kennis had gemaakt. In 1902 werd hij benoemd tot hoofd van de historisch bureau van Generale Staf. In 1906 legde hij die functie neer. 
Vanaf 1894 werkte hij samen met Maffeo Pantaleoni en Vilfredo Pareto in de redactie van de Giornale deglii Economisti.

## Voetnoten
1. ↑   F. Caffé (1987), blz. 195.

- Bibliothèque nationale de France: cb12443845v (data)
- CiNii: DA02305778
- Gemeinsame Normdatei: 1025356624
- International Standard Name Identifier: 0000 0001 1023 452X
- Library of Congress Control Number: n84234132
- Bibliotheek van het Japanse parlement: 00519811
- Nationale Bibliotheek van Israël: 987007280753405171
- Nederlandse Thesaurus van Auteursnamen: 067637086
- Réseau des bibliothèques de Suisse occidentale: 02-A002970813
- Istituto Centrale per il Catalogo Unico: CFIV019136
- Système universitaire de documentation: 07326394X
- Virtual International Authority File: 29626801
- WorldCat: E39PBJqk4f4Xkt3CxyC33qFkDq